# Bundesstraße 203
De Bundesstraße 203 (ook wel B203) is een bundesstraße die loopt door de Duitse deelstaat Sleeswijk-Holstein.
De weg begint bij Büsum en loopt verder langs de steden Heide, Rendsburg, Eckernförde en verder naar Kappeln. De B203 is ongeveer 115 kilometer lang.

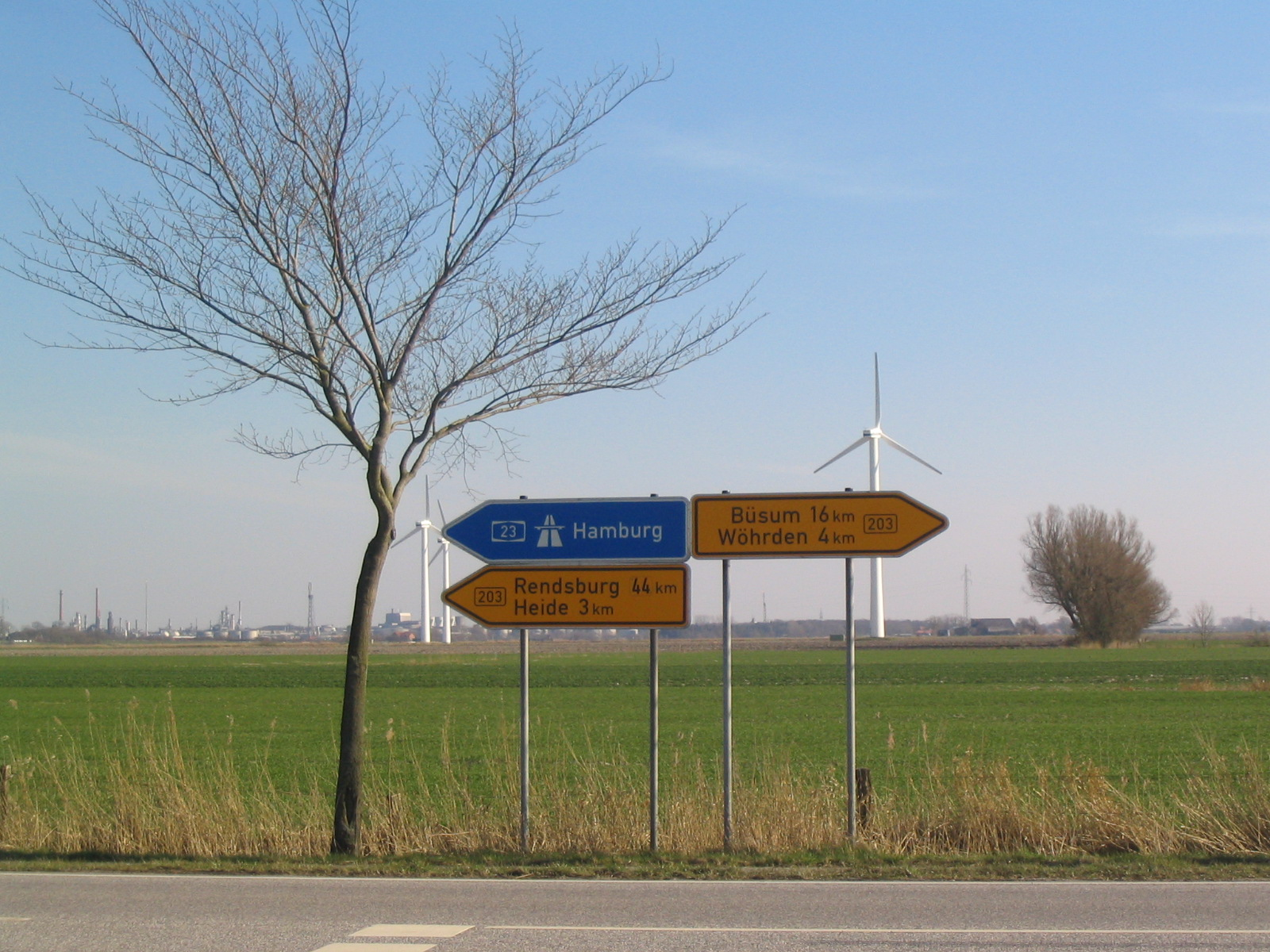
B203 bij Heide. In achtergrond de raffinaderij Hemmingstedt.

## Routebeschrijving
De B203 begint in Büsum aan de monding van de Elbe niet ver van de Noordzee. De weg loopt in noordelijke richting  door Büsum en buigt naar het oosten af. De weg komt door Oesterdeichstrich, passeert Wöhrden met een rondweg, kruist bij afrit Heide-West de A23 waarna er door Lohe-Rickelshof tot in Heide een samenloop kent met de B5, die in Heide naar het zuiden afbuigt. Daarna loopt de weg door Gaushorn, via een rondweg langs Welmbüttel en Tellingstedt, door Süderdorf, met een rondweg langs Wrohm en door Neuenfähre. De B203 kruist het riviertje de Eider, komt door Hamdorf en Elsdorf-Westermühlen, Fockbek hier sluit in een kruising de B202 aan. Vanaf hier lopen de twee samen naar Rendsburg waar bij afrit Rendsburg-Zentrum de B202 in zuidelijke richting met de kruisende B77 mee door Eendsburg loopt, terwijl de B203 verder door de stad naar het oosten loopt. De B203 verlaat Rendsburg in noordoostelijke richting en komt door Büdelsdorf, de weg kruist bij afrit Rendsburg/Büdelsdorf}] A7. De weg koot door Holzbunge en met een rondweg langs Groß Wittensee alvorens men in het zuiden van Eckernförde op een kruising aansluit op de B76. Vanaf hier lopen de B76/B203 samen in noordelijke richting tot aan de aansluiting Eckernförde hier slaat de B203 weer in oostelijke richting af. De B203 loopt via de rondwegen van  Eckernförde-Nord, Barkelsby, Holzdorf, Vogelsang, Dörphof en Karby, kruist de Schlei en eindigt in Kappeln op een kruising met de B199 en de B201.
B1 · B2 · B4 · B5 · B75 · B76 · B77 · B87 · B96 · B96a · B96b · B97 · B101 · B102 · B103 · B104 · B105 · B106 · B107 · B108 · B109 · B110 · B111 · B112 · B112n · B113 · B115 · B122 · B156 · B158 · B166 · B167 · B168 · B169 · B179 · B182 · B183 · B187 · B188 · B189 · B190n · B191 · B192 · B193 · B194 · B195 · B196 · B197 · B198 · B199 · B200 · B201 · B202 · B203 · B204 · B205 · B206 · B207 · B208 · B209 · B246 · B320 · B321 · B404 · B430 · B431 · B432 · B434 · B435 · B495 · B501 · B502 · B503